# Leptorhaconotus brunneus
Leptorhaconotus brunneus är en stekelart som beskrevs av Granger 1949. Leptorhaconotus brunneus ingår i släktet Leptorhaconotus och familjen bracksteklar. Inga underarter finns listade i Catalogue of Life.